# Kalverbosch

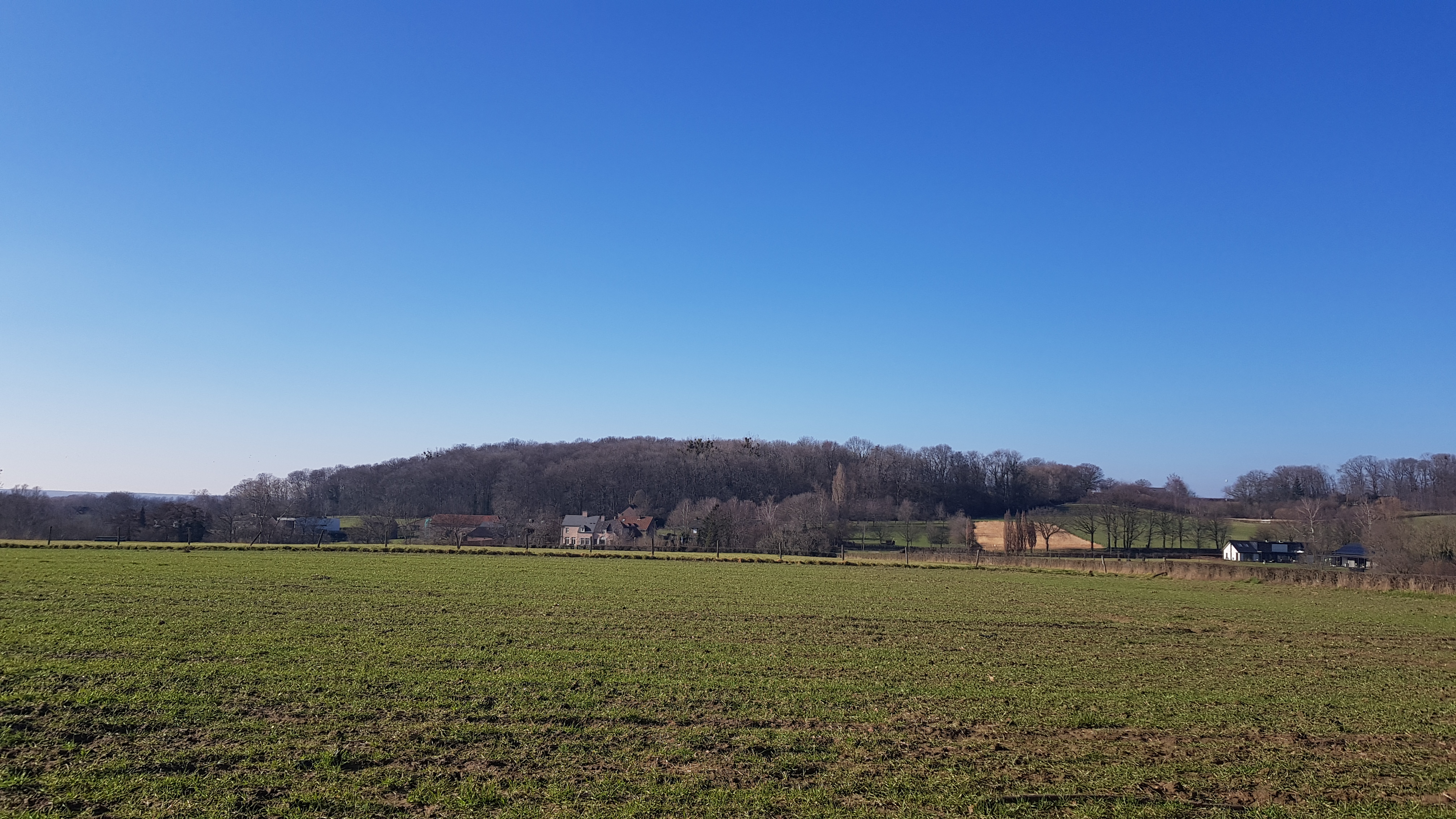
Het bos gezien vanuit het zuidoosten

Het Kalverbosch is een bos in Nederlands Zuid-Limburg in de gemeente Meerssen. Het bos ligt tussen Meerssen, Humcoven en Schietecoven. Aan de noordwestzijde wordt het bos begrensd door de A2 met de Verzorgingsplaats Kruisberg met aan de andere zijde van de snelweg het Bunderbos. Het Kalverbosch is een hellingbos op de zuidelijke helling van de Kruisberg in het zuidwesten van het Centraal Plateau en tegelijkertijd op de noordelijke helling van het Geuldal en de westelijke helling van het Watervalderbeekdal.
Het Kalverbosch ligt op ongeveer 500 meter in het verlengde van de landingsbaan van Maastricht Aachen Airport.
In 2013 werden de Ecoduct Kalverbosch en Ecoduct Bunderbosch geopend om zo de natuurgebieden aan weerszijden van de snelweg met elkaar te verbinden.